# Élodie Olivares
Élodie Olivares (née le 22 mai 1976 à Paris XXe) est une athlète française, spécialiste du steeple. Elle mesure 1,71 m pour 55 kg et est licenciée au CA Montreuil puis.à l'EFCVO.

## Biographie
Le 13 juillet 2002, elle bat le record de France en devenant championne de France et déclare : « C'est mon premier titre national. Le steeple est désormais ma “vraie” spécialité. Pourtant, je ne pensais pas passer sous les 9 minutes 40 aujourd'hui. Quand je courais, au fur et à mesure, je sentais bien que j'étais sur les bases du record de France et j'ai tenu jusqu'au bout, sous la pluie »
Elle se qualifie pour les Championnats du monde d'athlétisme 2007 lors du meeting Bislett de la Golden League à Oslo (juin 2007), en terminant 9e en 9 min 40 s 41 et elle est donc sélectionnée en équipe de France aux Championnats du monde d'athlétisme 2007.
En 2011, elle décide de changer de club pour passe du CA Montreuil 93 à l'EFCVO.

## Palmarès
Cross-Country
- Championne de France du cross court en 2002 2003 et 2006
- Vice-championne de France du cross-court en 2004.
- Vice-championne de France du cross long en 2009.
- championne de France du 3000m steeple en 2002, 2004, 2006 et 2009
- Vice championne de France du 3000m steeple en 2001, 2005, 2007, 2008 et 2011.
- championne de France du 3000m en salle en 2006 et 2007.
- record de France du 3000m steeple de 2001 à 2007
- médaille d'or des jeux méditerranéens en 2001 (Tunis)
- vainqueur du coupe d'Europe des nations en 2004
- médaille de bronze par équipe en 2001 aux championnats d'Europe de cross.
- 22 sélections en équipe de France.